# 琥珀 (小说)
《琥珀》（英語：Forever Amber），又译《虎魄》、《永远的琥珀》，凱斯琳·溫索所著愛情小說，后于1947年被二十世紀福斯改编为电影《除却巫山不是云》。
作者写这本书的灵感来自她的第一任丈夫，他服兵役时写了一篇关于查理二世的本科论文，她就去读了一些关于这一时期的书籍。

## 情节
1644年，英国内战期间，马曼两家政治立场互为对立，马裘蝶与鬣狮林伯爵继承人曼约翰婚约因之解除。休战期间，曼约翰与马裘蝶见面并发生关系，马裘蝶怀孕后离家出走，按照曼约翰指示去往国会军境界梅绿村，自称孙约翰之妻孙裘蝶，与农夫古马太及其妻子古珊娜住在一起。裘蝶分娩时死亡，临死前依曼约翰眼睛的颜色给女儿取名“琥珀”。
1660年，琥珀16岁，遇到路过梅绿村的保皇党人贾伯鲁和阿木笔等一行人，告诉她查理二世要上台了。琥珀为贾伯鲁所吸引，某次市集时引诱他到树林并献出童贞，随后劝说他带她到伦敦。贾伯鲁虽不情愿但同意了，但告诉琥珀他不会娶她，她会为她今日作出的选择而后悔。
到伦敦后，贾伯鲁把琥珀当成他的情妇，她很快就习惯了他们奢侈的生活方式。她想让贾伯鲁娶她，并相信怀孕会确保她的地位。但琥珀怀孕后，贾伯鲁告诉她他计划出海到美洲去，给琥珀留下了大笔金钱，并告诉她可以通过结婚给孩子合法地位。贾伯鲁走后，琥珀与古德曼太太莎莉结识，琥珀骗她说自己有一大笔遗产。莎莉把琥珀介绍给侄儿甘路加，而琥珀害怕她怀孕的事实暴露，很快就和甘路加结婚了。不久莎莉和甘路加便原形毕露，两人发现琥珀并非其所声称那般富有，便偷走她的所有钱财，离开了琥珀。琥珀之前多方赊账，如今资不抵债，被关进新开门負債人監獄。狱中有位劫匪人称毛黑坛头，有意于琥珀，便带她越狱出逃。黑坛头把琥珀带到了白衣僧镇，琥珀诞下一子，取名伯鲁，交给一个乡下女人抚养。黑坛头聘请了贵族学生高米格来教育琥珀，并利用琥珀搞仙人跳。琥珀引起了黑坛头前任情人贝丝的嫉恨，贝丝被赶出门后将黑坛头告发，琥珀侥幸逃脱，高米格提供保护并包养琥珀。
琥珀仍然担心之前的欠债，高米格告诉她说戏子可免受逮捕。琥珀于是进入戏院演戏，引起冒雷士注意，于是冒雷士开始包养琥珀。冒雷士很爱琥珀，向她求婚但被拒绝，因为琥珀觉得她有能力吸引更有地位的男人。琥珀最终成功引起国王注意，两人睡了两次觉，后来被国王情妇琶默芭芭拉发现并阻止。琥珀于是决定嫁给冒雷士，但就在儿子两岁生日前不久，贾伯鲁回国，琥珀发觉她仍然爱着他。琥珀知道贾伯鲁待不了多久就会再次出海离开，两人便花了很多时间幽会，冒雷士发现后与贾伯鲁决斗身亡，贾伯鲁再次离开。
冒雷士死后琥珀和巴铿汉公等人睡觉，睡的人越来越多，开价也越来越低，最终琥珀变得不受欢迎，堕胎生病后决计离开城市前往东桥井，路上遇见富翁威萨默尔，琥珀用计让萨默尔娶了她。琥珀比萨默尔年轻四十岁，威家人都不怎么与她来往，惟有小她几岁的的继女杰米玛对她有好感。贾伯鲁回国后，琥珀再次与他发生关系，琥珀怀孕后骗说孩子是萨默尔的，但被杰米玛发现。杰米玛对贾伯鲁也有意思，也怀了贾伯鲁的孩子。杰米玛被琥珀逼婚，好让孩子有合法地位。贾伯鲁再次离开，重申他不想娶琥珀。萨默尔中风去世，琥珀继承了一大笔遗产。
伦敦大瘟疫期间，琥珀生产后不久，贾伯鲁回国。贾伯鲁感染了瘟疫，受到琥珀照料，最终两人去到阿木笔在乡下的住所。贾伯鲁离开后，琥珀嫁给一个五十多岁的老头猎得岩伯爵穆阿蒙，穆阿蒙是个阳痿，喜欢的是琥珀的钱财，琥珀要的则是伯爵夫人的名号。琥珀进宫后取代琶默芭芭拉成为国王最宠幸的情妇，但穆阿蒙控制欲极强，不让她与国王相好，把琥珀带去乡下。琥珀便与继子威腓力发展关系，但被伯爵发现。伯爵试图在午饭中下药毒杀两人，但琥珀侥幸逃过一劫，威腓力则中毒身亡。琥珀赴伦敦找到伯爵并将其杀害，靠伦敦大火得以掩盖罪行。琥珀于是成了国王的情妇，怀孕后，国王安排她嫁给斯丹霍热腊。贾伯鲁从牙买加回国后告诉琥珀他已结婚，并且他打算把小伯鲁带走随他姓。贾伯鲁离开后，琶默芭芭拉年长色衰日渐失宠，琥珀则青云直上，封乐文斯柏公爵夫人。
琥珀权势顶峰时期，贾伯鲁带妻子科丽娜回国。琥珀继续与贾伯鲁幽会，但她十分嫉妒科丽娜。事情败露后，贾伯鲁答应科丽娜再也不见琥珀。但琥珀不肯，于是贾伯鲁同意继续幽会，但要完全保密。琥珀最终为这种秘密行为感到愤怒，向贾伯鲁抱怨，贾伯鲁终于离开了她。琥珀前往多佛签署《多佛秘密条约》，回城后不顾一切想与贾伯鲁团聚，便去找科丽娜挑明一切。贾伯鲁回家后卫护科丽娜。琥珀确信她与贾伯鲁的关系真的结束了。
阿林敦和巴铿汉公爵视琥珀的地位为威胁，意欲除之而后快，便伪造信件谎称科丽娜在由英格兰到法兰西的船上死了。琥珀决定前往美洲，希望贾伯鲁会原谅她，他们最终会结婚的。但她并不知道，科丽娜安然无恙。

## 角色

### 虚构人物
- 孙琥珀（Amber St. Clare）——两位贵族的私生女，由富裕农民抚养长大，他们不知道她的出身。她非常漂亮，野心勃勃，但也很自私和天真。
- 贾伯鲁（Lord Bruce Carlton）——自由奔放的保皇党人，比孙琥珀年长十三岁。
- 阿木笔（Lord Almsbury）——贾伯鲁的一位朋友，多年来试图让孙琥珀成为他的情妇。
- 布南儿（Nan Britton）——孙琥珀忠诚的女仆，也是她唯一的女性朋友。
- 毛黑坛头（Black Jack Mallard）——高大而淫荡的劫匪，擅长越狱。
- 高米格（Michael Godfrey）——法学学生，爱上了孙琥珀，并向她介绍了一种享乐主义的生活。
- 冒雷士（Captain Rex Morgan）——有许多情妇，但对孙琥珀最感兴趣最忠诚，想要娶她。
- 威萨默尔（Samuel Dangerfield）——孙琥珀第二任丈夫，60岁的鳏夫，白手起家，是英格兰最富有的人之一。
- 猎得岩伯爵穆阿蒙（Edmund Mortimer, Earl of Radclyffe）——孙琥珀第三任丈夫，阳痿而丑陋，欠了一屁股债。曾经与孙琥珀的母亲马裘蝶结婚，但孙琥珀不知道。
- 斯丹霍热腊（Gerald Stanhope）——孙琥珀第四任丈夫，家庭在内战中破产。后封潭福滋伯爵（Earl of Danforth）。
- 伯鲁（Bruce）——孙琥珀和贾伯鲁的长子，二人第一段恋情的结果。
- 威苏珊娜（Susanna Dangerfield）——孙琥珀和贾伯鲁的女儿，生于孙琥珀和威萨默尔婚姻关系存续期间，过继为威家人。外表和气质都非常像孙琥珀。
- 斯丹霍查理（Charles Stanhope）——孙琥珀的第三个孩子，父亲是英国国王查理。外表非常像查理。

### 历史人物
- 查理
- 琶默芭芭拉
- 巴铿汉公爵微佐治
- 司徒馥兰（英语：Frances Stewart, Duchess of Richmond）
- 凯瑟琳